# Canuellina onchophora
Canuellina onchophora är en kräftdjursart som beskrevs av Por 1967. Canuellina onchophora ingår i släktet Canuellina och familjen Canuellidae. Inga underarter finns listade i Catalogue of Life.